# Susana Harp
Susana Harp Iturribarría, mais conhecida como Susana Harp (8 de abril de 1968, Oaxaca de Juárez, Oaxaca, México) é uma cantora, intérprete, e produtora musical mexicana do gênero tradicional, que canta em diversos idiomas, principalmente em espanhol. Em seu estilo musical reivindica suas raízes mexicanas bem como outras com origem no folclore de várias culturas mesoamericanas, interpretando  melodias em diversas línguas entre as que se destacam sobretudo a mixteco, zapoteca, maia, mixe e nahua, além das músicas regionais do México baseando-se nos sons do estado de Oaxaca.

## Biografia
Filha do comerciante libanês Antonio Harp Helú e de Lilia Iturribarría, mexicana, Harp nasceu em 8 de abril de 1968 na cidade de Oaxaca de Juárez, no estado mexicano de Oaxaca. Desde muito pequena Susana mostrou interesse pela música, começou a cantar aos 16 anos de idade interpretando músicas rancheras e tradicionais, então decidiu ir estudar a licenciatura em Psicologia na Universidade Mesoaméricana. Ela decide regressar a Oaxaca para complementar sua formação na Academia de Belas Artes de Oaxaca para mais tarde culminar seus estudos musicais na Cidade de México.
Susana Harp ganhou fama depois do lançamento de seu primeiro álbum de estúdio, Xquenda, em 1997, que obteve uma recepção crítica positiva, mas sua estreia comercial no mercado discográfico hispano-americano aconteceu em 2002 com o álbum Mi Tierra.

## Discografia
Álbuns de estúdio
- 1997: Xquenda
- 2000: Béele crúu (Cruz del cielo)
- 2002: Mi tierra
- 2003: Arriba del cielo
- 2005: Ahora
- 2008: Fandangos de ébano
- 2009: De jolgorios y velorios
- 2010: Mi tierra, Vol. II
- 2011: Mexicanisima

Álbuns coletânea
- 2006: Divas

Álbuns ao vivo
- 2007: Mi Tierra (DVD)